# Делль’Инноченти, Дуччо
Дуччо́ Делль’Инноче́нти (итал. Duccio Degl'Innocenti; родился 28 апреля 2003 года, Монтеварки, Италия) — итальянский футболист, полузащитник клуба «Эмполи», выступающий за «Лекко» на правах аренды.

## Клубная карьера
Дуччо Делль’Инноченти является воспитанником «Эмполи». За клуб дебютировал в кубке Италии в матче против футбольного клуба СПАЛ. В чемпионате дебютировал в матче против футбольного клуба «Ювентус».

## Карьера в сборной
За сборные Италии до 17 и 18 лет сыграл 10 матчей. За сборную до 19 лет сыграл на чемпионате Европы до 19 лет в Словакии, где отыграл один матч против Франции. За сборную Италии до 20 лет сыграл 3 матча.